# Stichoneuron halabalense
Stichoneuron halabalense är en enhjärtbladig växtart som beskrevs av Inthachub. Stichoneuron halabalense ingår i släktet Stichoneuron och familjen Stemonaceae. Inga underarter finns listade.